# Vittorio Ecclesia
Vittorio Ecclesia, né à Scalenghe dans la province de Turin en Piémont le 11 février 1847 et mort à Asti le 3 février 1928, est un photographe italien, actif à Turin et à Asti.

## Biographie
Vittorio Ecclesia, fils de Carlo, est né à Pieve di Scalenghe le 11 février 1847. Sa famille s'installe à Turin alors qu'il est enfant ; la ville est alors centre florissant de la photographie, activité à laquelle il se sent attiré dès son plus jeune âge. Une source orale, non étayée par des documents, affirme qu'à l'âge de neuf ans, il a été engagé comme apprenti dans l'atelier d'un photographe français de renom (peut-être H. Le Lieure) et a ensuite exercé avec lui les premières années de sa carrière. Ce n'est qu'en 1872 qu'il devient propriétaire à Turin, en association avec Rondoni, du studio photographique Fotografia Roma, situé via Carlo Alberto 23, qui prend en 1874 le nom de Fotografia Alfieri.
Le Guida della Provincia di Torino de luigi Berteli le décrit ainsi en 1876 : 
« La « Fotografia Alfieri », située via Carlo Alberto à Turin, est dirigée par deux propriétaires très compétents, messieurs Ecclesia et Rondoni. Elle dispose d'un beau jardin où l'on peut photographier des chevaux, des cavaliers, des voitures, etc. et de beaucoup d'espace pour les groupes et les bataillons entiers. Sur les portraits de toutes dimensions, on peut constater une excellente distribution de la lumière, une véritable vitalité dans les mouvements des modèles, un goût exquis dans les poses, une maîtrise incontestable dans la finesse de chaque détail qui sert à mettre en valeur la personne ».
En 1878, les deux associés se séparent et Ecclesia déménage le studio, qui conserve le nom de Fotografia Alfieri, dans la ville d' Asti, avec le même succès. 
Ecclesia, comme beaucoup d'autres photographes de la région de Turin et du Piémont, ajoute peu à peu à son activité initiale de photographe portraitiste la photographie de paysage et de territoire. Avec le soutien d'Alfredo d'Andrade et de l'Accademia Albertina de Turin, il photographie le patrimoine artistique médiéval de la région du Piémont, ainsi que les monuments de la province d'Asti, du Canavese et du Val d'Aoste.
À l'Exposition nationale de Naples de 1878, il reçoit une médaille d'or, première reconnaissance officielle de sa carrière. En 1881, à l'Exposition nationale de Milan, il reçoit le même honneur.
En 1880, il installe son atelier photographieque à Asti, au 15 de la via Ospedale, et change son nom en « Stabilimento fotografico Vittorio Ecclesia ».
En 1890, il participe à la première exposition d'architecture italienne ; en 1891, il est présent à l'exposition d'Asti.
Vittorio Ecclesia meurt à Asti le 3 février 1928, laissant son épouse Anna Gariglio et ses cinq enfants.

## Livres de photographies
- Album artistico della città d'Asti. Eseguito dal fotografo Vittorio Ecclesia, Asti, G. Dresco, 1878, 34 p. et 16 f. de photographies.

## Prix et récompenses
- 1878, médaille d'or pour son travail à l'Exposition nationale de Naples
- 1884, médaille d'or à l'exposition nationale italienne à Turin
- 1898, diplôme d'honneur à l'Exposition nationale italienne de Turin et la médaille d'or à l'Exposition d'art sacré de Turin[1].

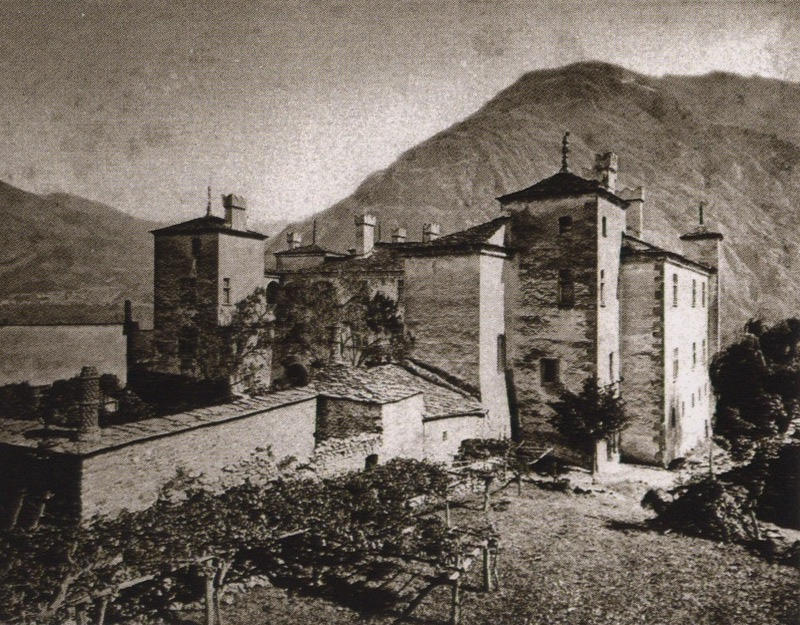
Le château d'Issogne, photographie d'Ecclesia publiée dans G. Giacosa et V Avondo, Il Castello di Issogne in Val d'Aosta, Turin, 1884.
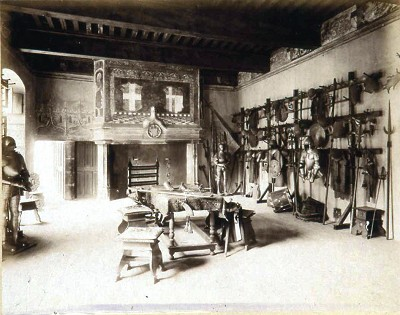
Salle d'armes du château d'Issogne, 1887.
Chapelle du château d'Issogne.
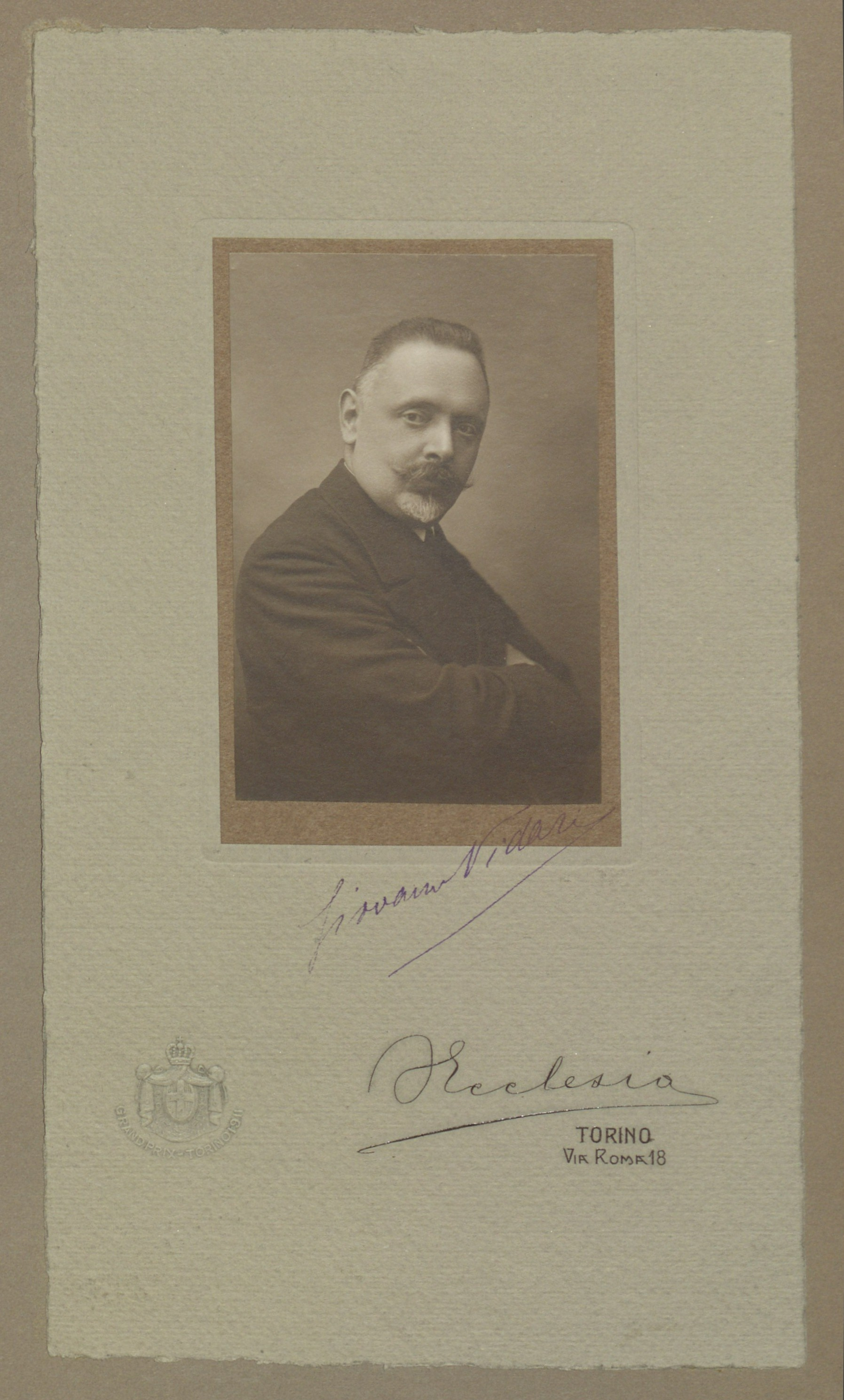
Giovanni Vidari (it) (1871-1934), professeur à l'université de Turin.
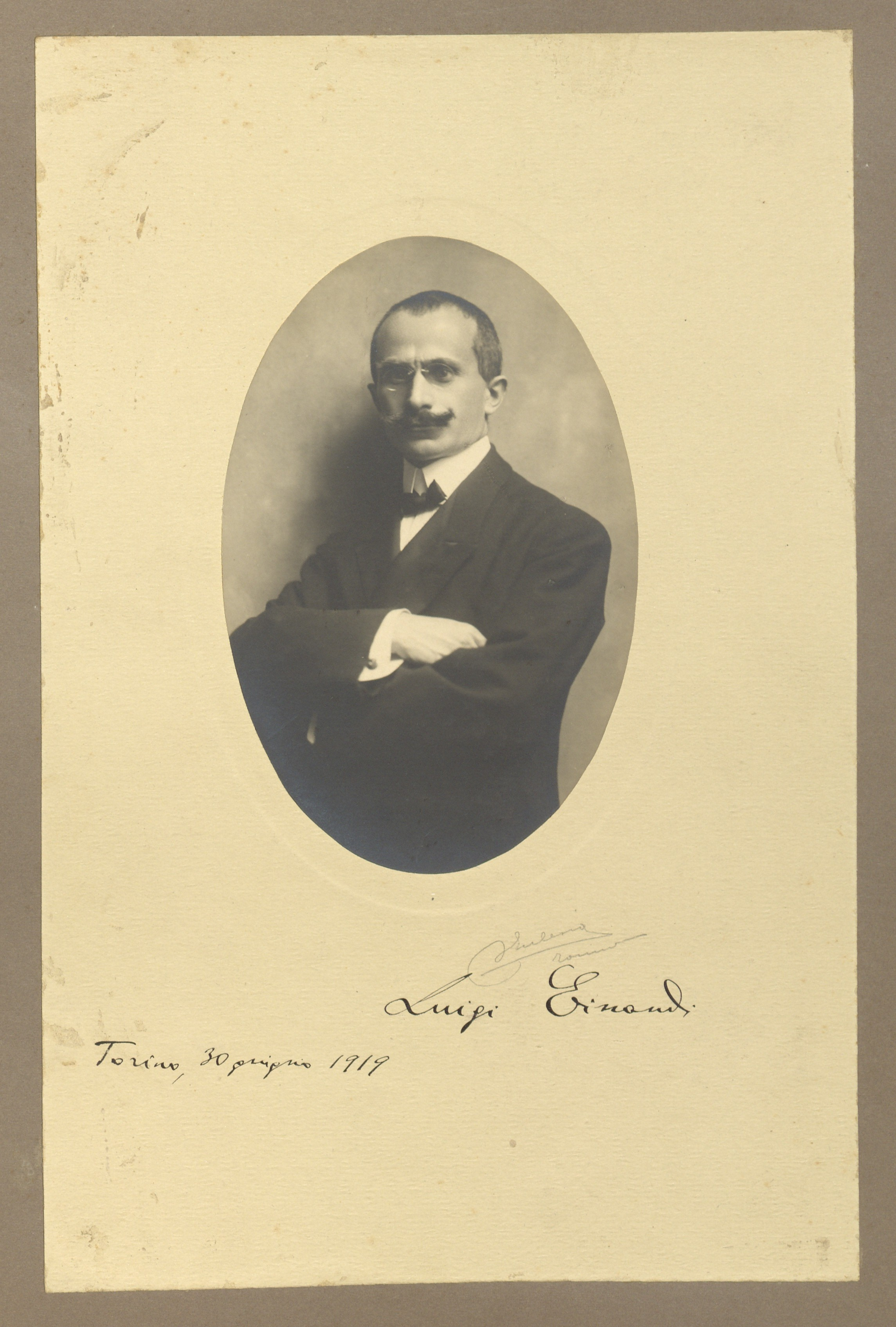
Luigi Einaudi, 1919.